# Enoplognatha philippinensis
Enoplognatha philippinensis là một loài nhện trong họ Theridiidae.
Loài này thuộc chi Enoplognatha. Enoplognatha philippinensis được Alberto Barrion & James A. Litsinger miêu tả năm 1995.